# عمر رودريغز لوبيز
عمر رودريغز لوبيز (بالإنجليزية: Omar Rodríguez-López)‏ (مواليد 1 سبتمبر 1975 في بايامون)، هو مغني وموسيقي ومنتج أسطوانات أمريكي سابق بدأ مسيرته الفنية عام 1991. اشتُهر بكونه عازف الإيتار في فرقة ذا مارس فولتا منذ سنة 2001 وحتى انفصاله عنها سنة 2012. أما حالياً هو عازف الإيتار لفرقتي الروك البديل أنتيماسك والرينبو البوسنية.

## حياته
ولد عمر في بورتوريكو. ونشأ في إل باسو (تكساس)، لكنه قضى بعض طفولته في ولاية كارولينا الجنوبية. بدأ العزف على الباس وهو في عمر 12، ثم تحول للإيتار في سن 15 لأنه بحاجة لمزيد من الأوتار.

## وصلات خارجية
- الموقع الإلكتروني